# 千家峒瑶族乡
千家峒瑶族乡，是中华人民共和国湖南省永州市江永县下辖的一个乡镇级行政单位。

## 行政区划
千家峒瑶族乡下辖以下地区：
凤岩山村、凤下塘村、大远村、白花岗村、枫木坪村、山峰村、刘家庄村、大宅腹村、大溪源村和大里源村。